# Arthur Oldham
Pour les articles homonymes, voir Oldham (homonymie).
Arthur Oldham, né à Londres (Grande-Bretagne) le 6 septembre 1926, et mort à Villejuif le 4 mai 2003 en région parisienne, est un compositeur et chef de chœur britannique.

## Biographie
Unique élève de Benjamin Britten, Arthur Oldham est surtout connu en France pour avoir créé en 1976 le Chœur de l'Orchestre de Paris, à l'invitation de Daniel Barenboïm. Au cours d'une longue et prestigieuse carrière, il a dirigé les chœurs de la Cathédrale d'Édimbourg, du Scottish Opera, du London Symphony Orchestra, et fonda, outre le Chœur de l'Orchestre de Paris, celui du Festival d'Édimbourg et du Royal Concertgebouw d'Amsterdam.
Il collabora avec les chefs les plus prestigieux, tels Sir Colin Davis, Herbert von Karajan, Pierre Boulez, Seiji Ozawa, Wolfgang Sawallisch, Carlo Maria Giulini ou Sir Georg Solti, pour n'en citer que quelques-uns. Dans sa discographie figurent notamment des œuvres de Beethoven, Brahms, Wagner, Mozart, Saint-Saëns, et surtout Berlioz, de l'historique Damnation de Faust enregistrée avec Colin Davis, jusqu'à l'ultime Te Deum, sous la direction de John Nelson (2001).
Également compositeur, Arthur Oldham laisse des opéras, plusieurs ballets (dont Mr Punch, créé à Londres en 1946), des œuvres pour orchestre et de la musique de chambre. Ses Psalms in the Time of War inaugurèrent le Festival d'Édimbourg en 1977, et son Testament de Villon, écrit pour les vingt ans du Chœur de l'Orchestre de Paris, a encore été redonné en juin 2002 (Salle Pleyel).
S'étant progressivement retiré de ses autres engagements, Arthur Oldham était cependant resté fidèle au Chœur de l'Orchestre de Paris, avec lequel il donnait encore le Te Deum de Berlioz en octobre 2002.